# Lobelia fatiscens
Lobelia fatiscens là loài thực vật có hoa trong họ Hoa chuông. Loài này được Heenan mô tả khoa học đầu tiên năm 2008.